# Искуш (приток Большого Ика)
Искуш — река в России, протекает по Белокатайскому району Республике Башкортостан. Образуется при слиянии рек Широкая и Теплая. Устье реки находится в 32 км по правому берегу реки Большой Ик.
Длина реки составляет 20 км.
На реке расположены населённые пункты Верхний Искуш и Нижний Искуш, а также Яныбаево, в черте которого река впадает в Большой Ик.

## Данные водного реестра
По данным государственного водного реестра России относится к Камскому бассейновому округу, водохозяйственный участок реки — Ай от истока и до устья, речной подбассейн реки — Белая. Речной бассейн реки — Кама.
Код объекта в государственном водном реестре — 10010201012111100022525.